# Comuna Honeatîci, Mîkolaiiv
Honeatîci (în ucraineană Гонятичі) este o comună în raionul Mîkolaiiv, regiunea Liov, Ucraina, formată din satele Honeatîci (reședința), Kahuiiv, Pavukî, Rîceahiv și Verbij.

## Demografie
Componența lingvistică a comunei Honeatîci
     Ucraineană (99,84%)
     Alte limbi (0,05%)
Conform recensământului din 2001, majoritatea populației comunei Honeatîci era vorbitoare de ucraineană (99,84%), existând în minoritate și vorbitori de alte limbi.